# Boris Czertok

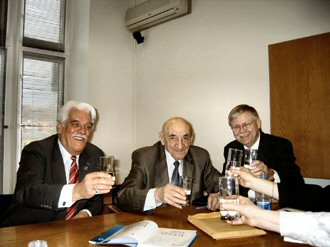
Boris Czertok (w środku) wznosi toast z pracownikami NASA za premierę anglojęzycznego wydania jego książki Rakiety i ludzie (zdjęcie z roku 2005)

Boris Jewsiejewicz Czertok (ros. Борис Евсеевич Черток; ur. 1 marca 1912 w Łodzi, zm. 14 grudnia 2011 w Moskwie) – rosyjski konstruktor rakiet i jeden z głównych twórców radzieckiego programu kosmicznego. Był konstruktorem systemów sterowania do radzieckich rakiet nośnych, a przez wiele lat zastępcą Naczelnego Konstruktora, Siergieja Korolowa.

## Życiorys
Urodził się w Łodzi znajdującej się wówczas na terenach zaboru rosyjskiego, ale wkrótce jego rodzina (pochodzenia żydowskiego) przeprowadziła się do Moskwy. Początkowo, od 17 roku życia pracował jako elektryk, jednak jego pasją była elektronika. W 1930 roku rozpoczął pracę w fabryce lotniczej, równocześnie studiował. Studia ukończył w 1940 roku i rozpoczął pracę w biurze Wiktora Bołochowitina, gdzie zdobył swoje pierwsze doświadczenia związane z techniką rakietową. Miały one związek z systemami eksperymentalnego samolotu myśliwskiego BI-1, który jednak nigdy nie wszedł do produkcji seryjnej.
W kwietniu 1945 roku, tuż przed zakończeniem II wojny światowej, trafił do specjalnej komisji, której zadaniem było poznanie tajników niemieckiej techniki użytej do konstruowania rakiet V-2 na terenach dawnej III Rzeszy.
W sierpniu 1946 roku rozpoczęła się kariera Czertoka w biurze konstrukcyjnym Siergieja Korolowa, którego został zastępcą. Pracował nad systemami sterowania radzieckich statków kosmicznych Wostok, Woschod i Sojuz oraz rakiet nośnych, takich jak R-7 (zwana Siemiorką), czy N1, za której pomocą kosmonauci ZSRR mieli dotrzeć na powierzchnię Księżyca. Po fiasku tego projektu pozostał w przedsiębiorstwie RKK Energia jako zastępca szefa projektów. W 1992 roku przeszedł na emeryturę.
Czertok otrzymał wiele odznaczeń, w tym dwukrotnie Order Lenina (20 kwietnia 1956 i 17 czerwca 1961), Order „Za zasługi dla Ojczyzny” IV klasy (26 sierpnia 1996), Medal Sierp i Młot Bohatera Pracy Socjalistycznej (17 czerwca 1961), Order Rewolucji Październikowej (26 kwietnia 1971), Order Czerwonego Sztandaru Pracy (17 września 1975), Order Czerwonej Gwiazdy (16 września 1945) i inne zaszczytne w ZSRR tytuły i nagrody, w tym Nagrodę Państwową ZSRR (1976) i Nagrodę Leninowską (1957). Był również autorem czterech tomów wspomnień pt. Rakiety i ludzie (Ракеты и люди), napisanych w latach 90. XX wieku.

## Publikacje

### W języku angielskim
- Boris Chertok, Rockets and People, 2005. ISBN 0-16-073239-5
- Boris Chertok, Rockets and People, Volume 2: Creating a Rocket Industry, 2006. ISBN 0-16-076672-9
- Boris Chertok, Rockets and People, Volume 3: Hot Days of the Cold War', 2009. ISBN 978-0160817335

### W języku rosyjskim
- Черток Б.Е. Ракеты и люди — М.: Машиностроение, 1999
- Черток Б.Е. Ракеты и люди. Фили — Подлипки — Тюратам — М.: Машиностроение, 1999
- Черток Б.Е. Ракеты и люди. Горячие дни холодной войны — М.: Машиностроение, 1999
- Черток Б.Е. Ракеты и люди. Лунная гонка — М.: Машиностроение, 1999